# Almouroli vár
Az Almouroli vár középkori építmény, mely a Tajo folyó egyik kicsiny szigetén áll, Praia do Ribatejo településen, mintegy 4 kilométernyire Vila Nova da Barquinha városától, amely az azonos nevű község központja. A vár a Templomosok védelmi rendszerének egyik eleme volt és mint erősségnek, fontos szerep jutott a portugál Reconquista idején. 

## Története
Úgy tartják, hogy a várat az ókori Luzitániában létezett Castro kultúra egyik korábbi településének helyén építették fel, mely területet az időszámításunk előtti 1. században a rómaiak foglaltak el. Később alánok, vizigótok és mórok vették birtokukba a területet. Nincs pontos dátuma annak, hogy mikor építettek itt fel legelőször erődítményt. A régészeti feltárások során számos ókori pénzérme, valamint középkori medálok, két márványoszlop kerültek elő a várból és környékéről. 
Almourol vára egyike a reconquista idejének legemblematikusabb helyszíneinek, mely egyben a leginkább jellemző módon megtestesíti a templomosok jelenlétét Portugáliában. Miután 1129-ben a portugál nemességhez hű erők elfoglalták a területet a vár környékét Almorolannak nevezték és Gualdim Pais kereszteslovag gondjaira bízták, aki újjáépíttette. Az építményt 1171-ben felújították és a vár elkövetkező urai gondosan karbantartották. 
Miután elvesztette stratégiai jelentőségét, a vár állapota romlani kezdett. A 19. századtól kezdve a várat ismét gondozásba vették, ekkor építettek hozzá újabb elemeket.

## Építészeti stílusa
A vár egy gránit kiszögellésen található, mely mintegy 18 méter magas, 310 méter hosszú és 75 méter széles. A kiszögellés a Tajo folyó és a Zêzere folyó találkozásától alig néhány méternyire helyezkedik el, Tancos városával szemben. Bár a portugál nemzeti emlékhelyekre ingyenes a belépés, ugyanakkor a szigetre meglehetősen drágán lehet hajóval eljutni, mivel ez az egyedüli eljutási mód a szigetre. 
A vár falai kilenc kerekded bástyát fognak közre, míg a némileg magasabban elhelyezkedő belső várat csak a főkapun keresztül lehet elérni. Az őrtornyok eme kialakítása igazán fejlett építészeti és védelmi megoldásnak számított annak idején e vidéken, melyet később a Tomari vár esetében is átvettek.  

## Fordítás
Ez a szócikk részben vagy egészben  a   Castle of Almourol című angol Wikipédia-szócikk ezen változatának fordításán alapul.  Az eredeti cikk szerkesztőit annak laptörténete sorolja fel. Ez a jelzés csupán a megfogalmazás eredetét és a szerzői jogokat jelzi, nem szolgál a cikkben szereplő információk forrásmegjelöléseként.